# Opel Senator
Az Opel Senator egy felsőkategóriás autó, amelyet a német Opel gyártott. A kocsinak két generációja van, Európában 1976 és 1993 között árusították. Kupé változata Opel Monza (az Egyesült Királyságban Vauxhall Royale Coupé) néven volt kapható. A Senator első generációja az Opel Rekord meghosszabbított alvázára épült, míg a második generáció gyártásához az Omega alvázát használta fel a gyár, szintén meghosszabbítva.
A General Motors számos nemzetközi divíziójában más és más neveken futott az autó, ilyen volt például a Chevrolet Senator, Dél-Koreában a Daewoo Imperial, a Vauxhall Royale és a Vauxhall Senator. Utóbbi elnevezés a Royale-t váltotta a brit piacon, miután az 1980-as években az Opel márka teljes mértékben átadta a helyét a Vauxhallnak.

## Senator A (1978–1986)
A Senator A az Opel Rekord E meghosszabbított variánsa volt. Kupé változatát külön modellként, Monza néven árulták, melynek célja a Commodore kupéjának leváltása volt.

### Külföldi piacok és eltérő nevek
Mivel az Opel márka az Egyesült Királyságban nem volt annyira ismert és közkedvelt, mint Európa többi részén, az ottani piacokon az eredeti Opel Senator és Monza elnevezés mellett Vauxhall Royale és Royale Coupé néven is kínálták a modelleket. 1983-tól áttértek a Vauxhall Senator elnevezésre és a négyajtós szedán innentől kezdve csak ezen a néven volt elérhető Nagy-Britanniában. A Monza megtartotta a Vauxhall Royale Coupé nevet egészen a modell megszűnéséig. Az autó Dél-Afrikában is kapható volt, eleinte Chevrolet Senator néven, majd 1982-től Opel embléma került rá. A Chevrolet Senatorba helyi gyártású 4,1 literes, soros hathengeres, 130 lóerős (97 kW) motor került. Az Opel változatok ausztrál építésű soros hathengeres erőforrásokat kaptak.
Az Ausztrál piacon a kocsi neve Holden Commodore volt, szedán és kombi változatban volt elérhető, a kupé Monzát viszont soha nem árulták az országban. A helyi versenyzőlegendának, Peter Brocknak voltak olyan tervei, hogy Monzákat importál majd, 5,0 literes, V8-as Holden motorokat szerel beléjük és Holden Monza Coupé néven árulja őket, de ez nem valósult meg. A Holden Commodore vonatkozó generációja 3,3 literes, soros hathengeres, valamint 4,1 és 5,0 literes V8-as motorral volt kapható. A Holden jelenleg is kínál Commodore nevű modellt, de az már a Chevrolet Camaróval közös Zeta-alvázra épül.

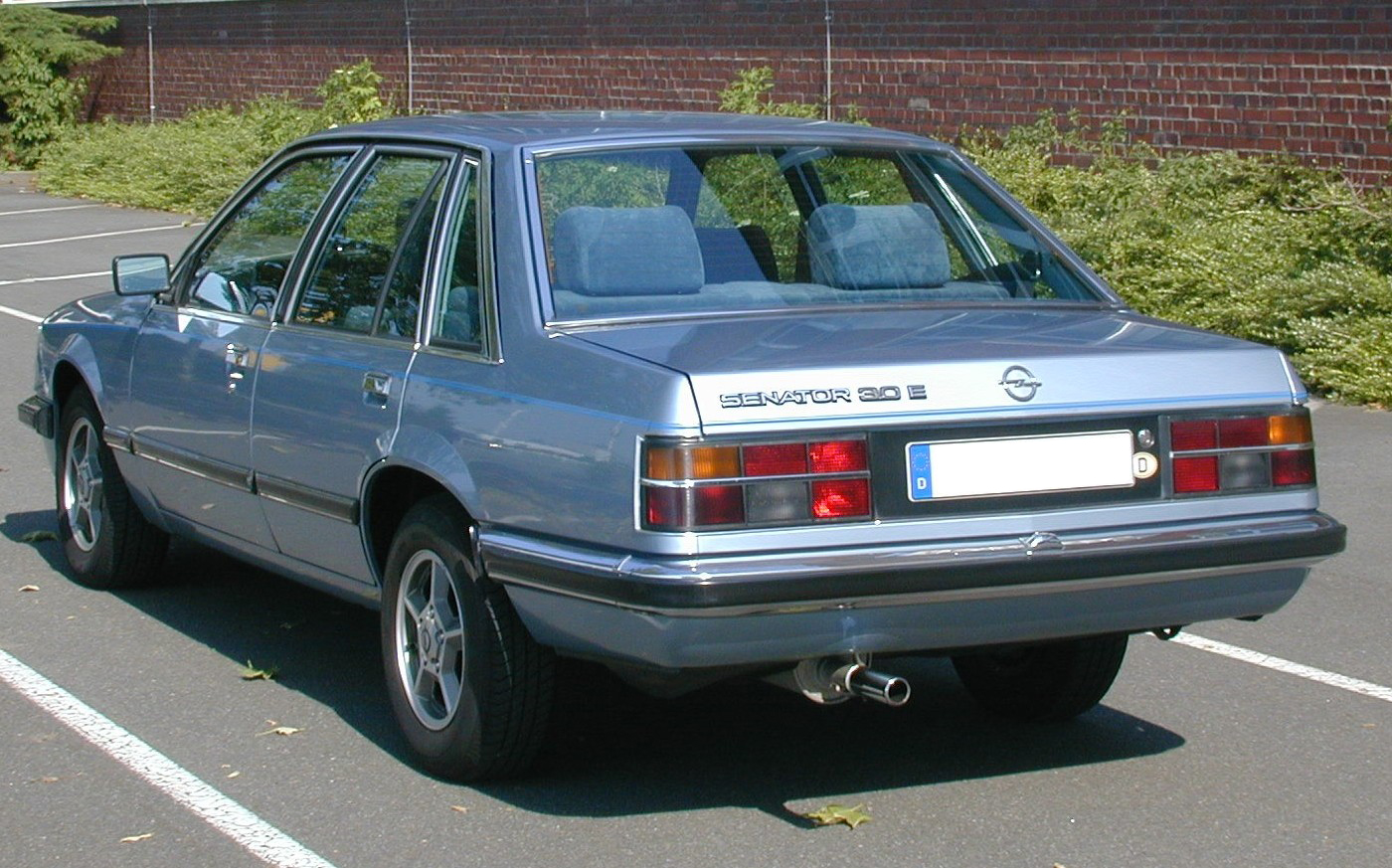
Opel Senator hátulról
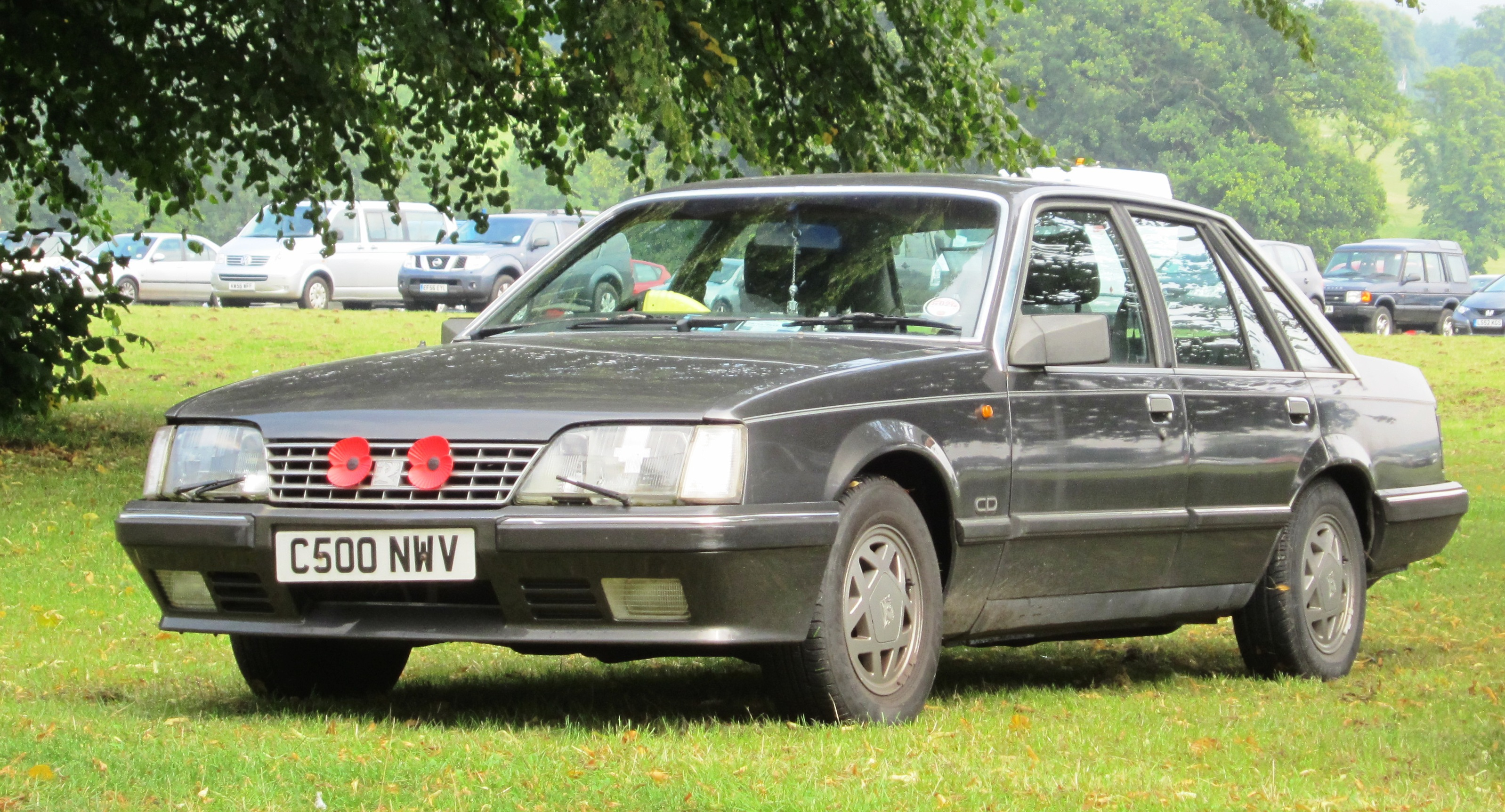
Vauxhall Senator

### Motorok
A Senator eleinte 2,8 és 3,0 literes motorokkal volt kapható, utóbbi injektoros volt és 178 lóerős (132 kW) teljesítmény, valamint 248 Nm-es nyomaték leadására volt képes. A Commodore modellekből már ismert háromsebességes BorgWarner automata sebességváltót több helyen is módosítani kellett, mielőtt a Senatorba szerelték volna, hogy elviselje az erősebb motorok által kifejtett többletterhelést. Az Opel saját négysebességes manuális váltója nem volt használható a kocsihoz, így a gyár a sebességváltókat készítő Getraghoz fordult segítségül, ahonnan egy modernebb, ötsebességes szerkezetet rendelt. A korai Monzákba még négysebességes váltó került, de később azt is felváltották a Getrag 240, illetve 265 típusjelzésű ötsebességes kézi váltói.
Mindkét fent említett hathengeres motor a Commodore-okban is használt CIH-motorokra épült, melyek különlegessége az volt, hogy a vezérműtengely a hengerfejben helyezkedett el. A CIH elrendezés 1966-ban mutatkozott be egy 1,7 és egy 1,9 literes, soros négyhengeres motor képében, melyek az akkori Rekord és Kadett modellekbe kerültek. A különleges motortípus egészen 1993-ig használatban maradt, utolsóként a Fronterába került soros négyhengeres, 2,4 literes CIH-motor.
A 3,0 literes motort a Monza is megkapta, mellyel az addigi leggyorsabb Opel modell lett. Végsebessége 215 km/h volt és 8,5 másodperc alatt gyorsult nulláról százra. 1981 júniusában a Commodore-ban használt 2,5 literes injektoros motor bekerült a Senator és a Monza motorkínálatába is. 134 lóerős (100 kW) teljesítményével nem sokkal maradt el a 138 lóerős (103 kW), karburátoros 2,8-as erőforrás mögött, melynek gyártása 1982-ben befejeződött.

### 1982-es ráncfelvarrás
1982 novemberében a Senator és a Monza is ráncfelvarráson esett át, de a Senator "A2" csak 1983 márciusában került piacra. Az Egyesült Királyságban eleinte csak Opel néven volt kapható a felújított változat, mielőtt 1984-ben megjelent volna a Vauxhall logóval ellátott variáns. Az A2-es Monza kizárólag Opel márkanév alatt szerepelt a piacokon.
A ráncfelvarrás csak kisebb változtatásokat eredményezett, így például nagyobb fényszórók kerültek a kocsira, a króm kiegészítők helyett matt fekete vagy az autó színével megegyező elemek kerültek fel. Ezek mellett említésre méltó változás még, hogy a jármű légellenállási együtthatója tíz százalékkal csökkent.
A belsőtér is megújult és a motorkínálat is kibővült. A Rekord E2-ből ismert 2,0 és 2,2 literes, soros négyhengeres CIH-motorok is rendelhetővé váltak a Senatorhoz, mely így minden tekintetben képes volt kiváltani a Commodore-t, melynek gyártása még ebben az évben be is fejeződött. Emellett a 2,8 literes erőforrás teljesen kikerült a kínálatból. 1983-ban a 2,5 literes motor új Bosch injektort kapott. A motorválaszték csúcsán a 3,0E és a 3,0H motorok voltak, előbbi szintén megkapta a modernebb üzemanyag-befecskendező rendszert. 1984-től a kocsit a Rekordban is használt 2,3 literes dízelmotorral is szerelték, melynek nem sokkal később megjelent a turbófeltöltős (Comprex) változata is. Utóbbi hivatalosan csak 1985-ben került piacra és nagyon ritka volt, mindössze ezer darab készült belőle, amit nem is az Opel, hanem az Irmscher gyártott. Ez a motor 94 lóerős (70 kW) volt és 172 km/h-ra gyorsította a kocsit. A dízel változatokat legegyszerűbben a motorháztetőn lévő kidomborodásról lehetett felismerni. 1985 szeptemberétől volt elérhető a 3,0E katalizátoros variánsa, melynek teljesítménye 154 lóerőre (115 kW) csökkent.

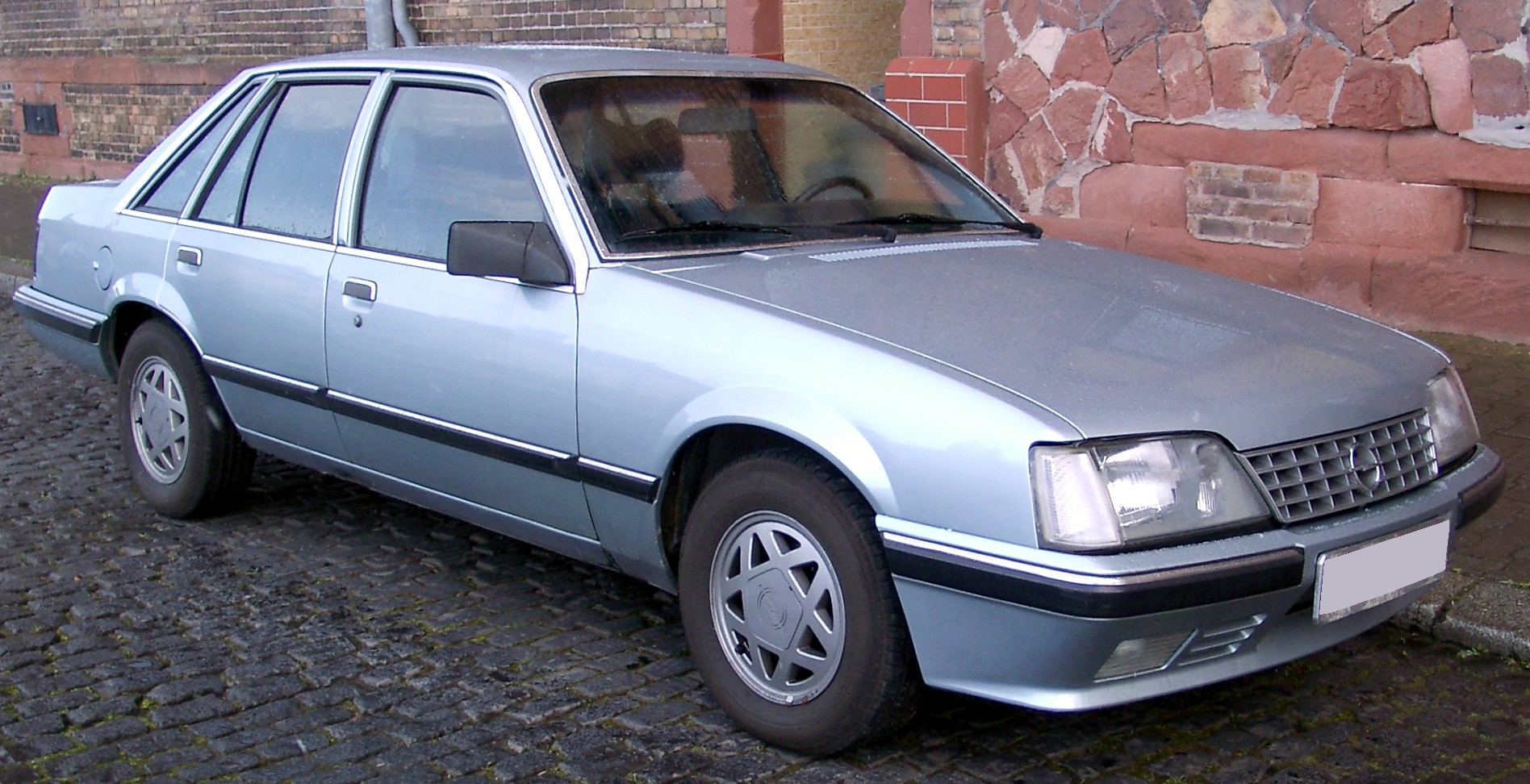
Modellfrissítés utáni Senator
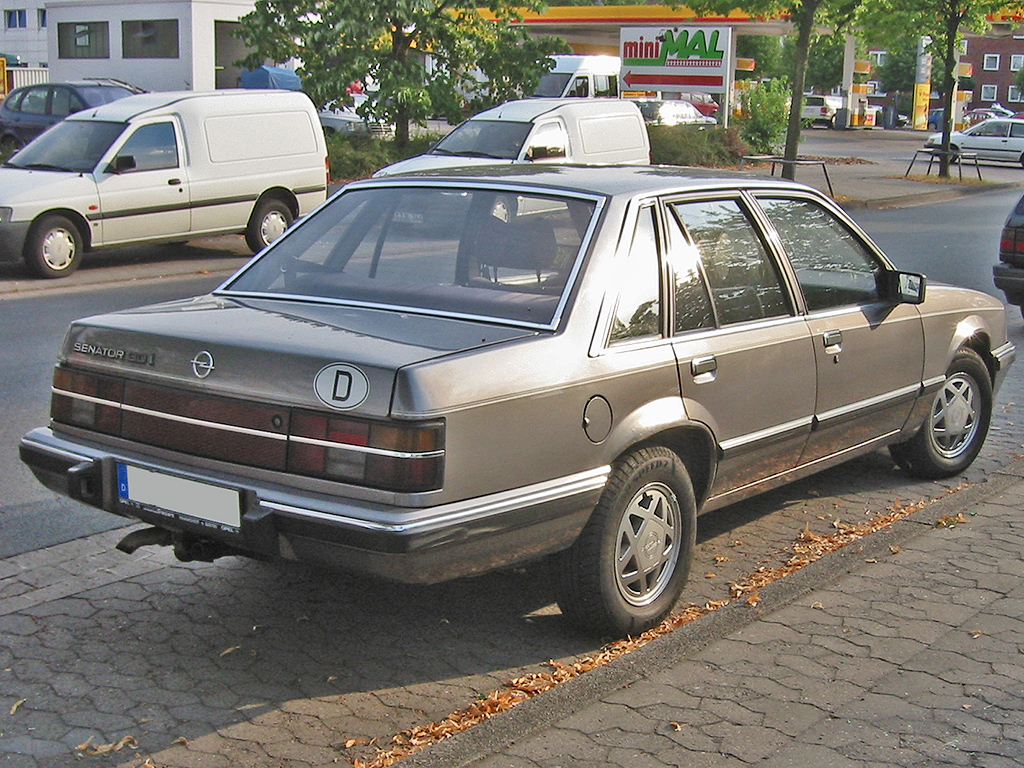
Modellfrissítés utáni Senator hátulról

### Különleges változatok
A Senatorból készült négykerék-meghajtású változat, melyet a brit Ferguson Research készített a Jensen FF-en végzett módosításaik mintájára. Korlátozott darabszámban kabrió karosszériával is kapható volt a kocsi Németországban. A tető eltávolítása után a karosszéria megerősítését a Keinath nevű cég végezte.
Az Irmscher tuningcég a Monzából épített egy egyedi verziót, sportos küszöbspoilerekkel és első lökhárítóval. A legnagyobb változtatás azonban a motorban ment végre, a 3,0 literes motort 3,6 literesre bővítették, új főtengelyt, hajtókarokat és dugattyúkat kapott, valamint a motorvezérlő egységet is átprogramozták, mely leginkább az üzemanyag-befecskendező rendszerre volt hatással. Az így elkészült erőforrás 203 lóerős (152 kW) lett.

## Senator B (1987–1993)
Az autó második generációja, a Senator B 1987 tavaszán jelent meg. A kocsi az Omega meghosszabbított alvázára épült. Ebből a generációból már nem készült a Monzához hasonló kupé változat.
Az új Senator eleinte kétfajta motorral, egy 12 szelepes 2,5 literessel és egy szintén 12 szelepes 3,0 literessel volt kapható. A kocsit ötsebességes manuális vagy négysebességes automata sebességváltóval szerelték. Luxusautóként rengeteg extra volt választható hozzá, így például fűthető bőrülések előre és hátra, klíma, digitális LCD műszeregység vagy BBS stílusú sokküllős könnyűfém felni.  A legjobban felszerelt változat a CD típusjelzésű volt, melybe 3,0 literes motor került, emellett volt még benne állítható futómű, légkondicionáló, fűthető ülés, fedélzeti számítógép és tempomat is.
1989-ben bemutatásra került a 3,0 literes motor új, 24 szelepes változata, mely az elődje 175 lóerős (130 kW) teljesítménye 201 lóerőt (150 kW) volt képes leadni. Ebből a változatból néhányat a brit rendőrség is használt és nagyon kedvelt volt a rendőrök körében. A motor egyik legnagyobb újítása a változó szívócsőhosszú Dual Ram rendszer volt, amely négyezres fordulat fölött a levegőáramlás útvonalának megváltoztatásával megemelte a nyomatékot.
A későbbiekben a 2,5 literes erőforrást leváltotta egy 2,6 literes Dual Ram, a 3,0 literes 12 szelepes pedig 1992-ben kikerült a kínálatból. Innentől kezdve a CD felszereltségű modellek 2,6 vagy 3,0 literes 24 szelepes motorral voltak rendelhetők egészen a gyártás 1993-as megszüntetéséig.
Az Opel úgy vélte, hogy a második generációs Omega legjobban felszerelt változata, az Omega Elite elég lesz ahhoz, hogy kielégítse a luxusra vágyó vásárlók igényeit, ezért a Senator gyártása 1993 májusában befejeződött, anélkül, hogy a kocsi közvetlen utódot kapott volna.

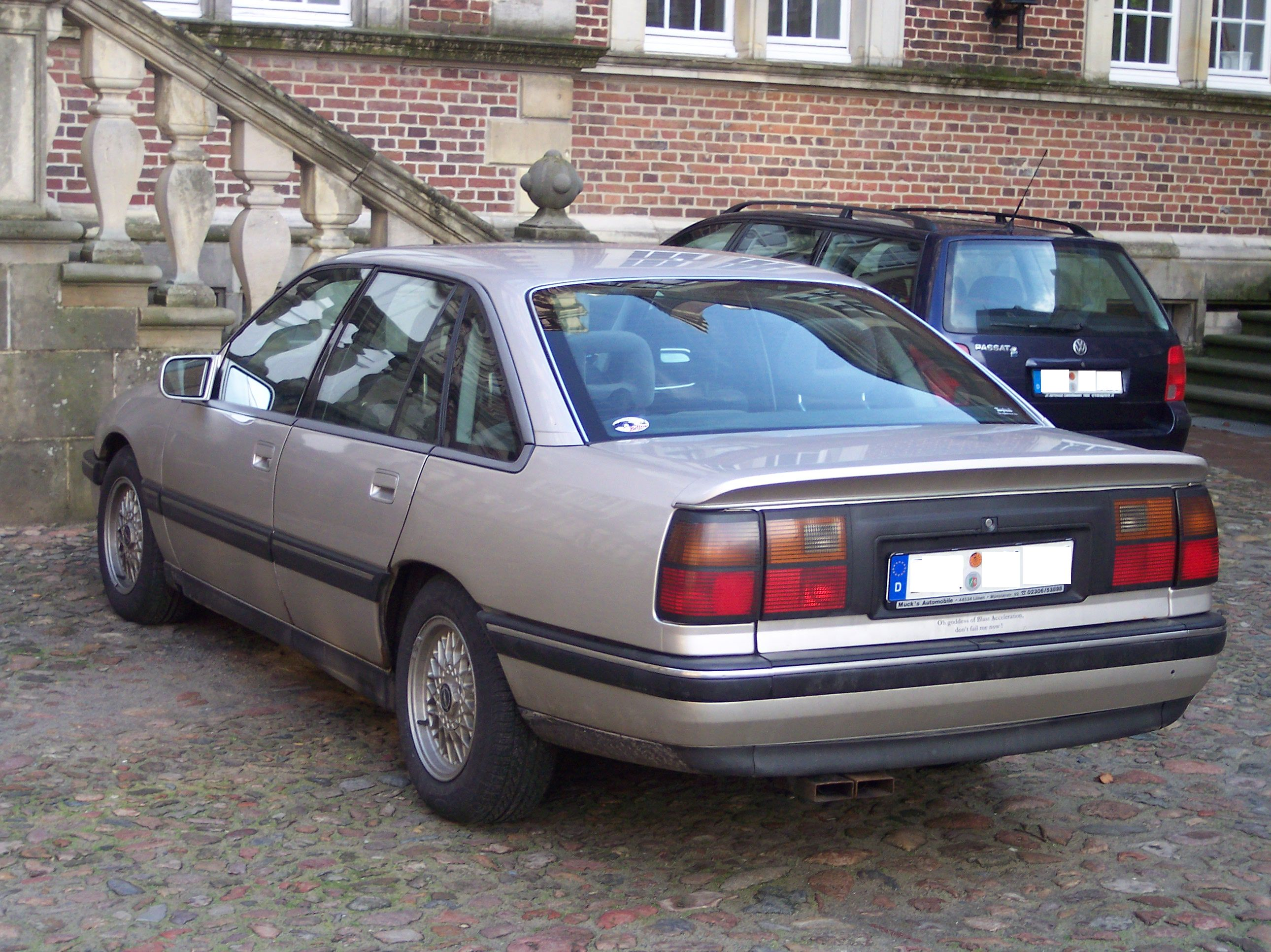
Opel Senator B hátulról
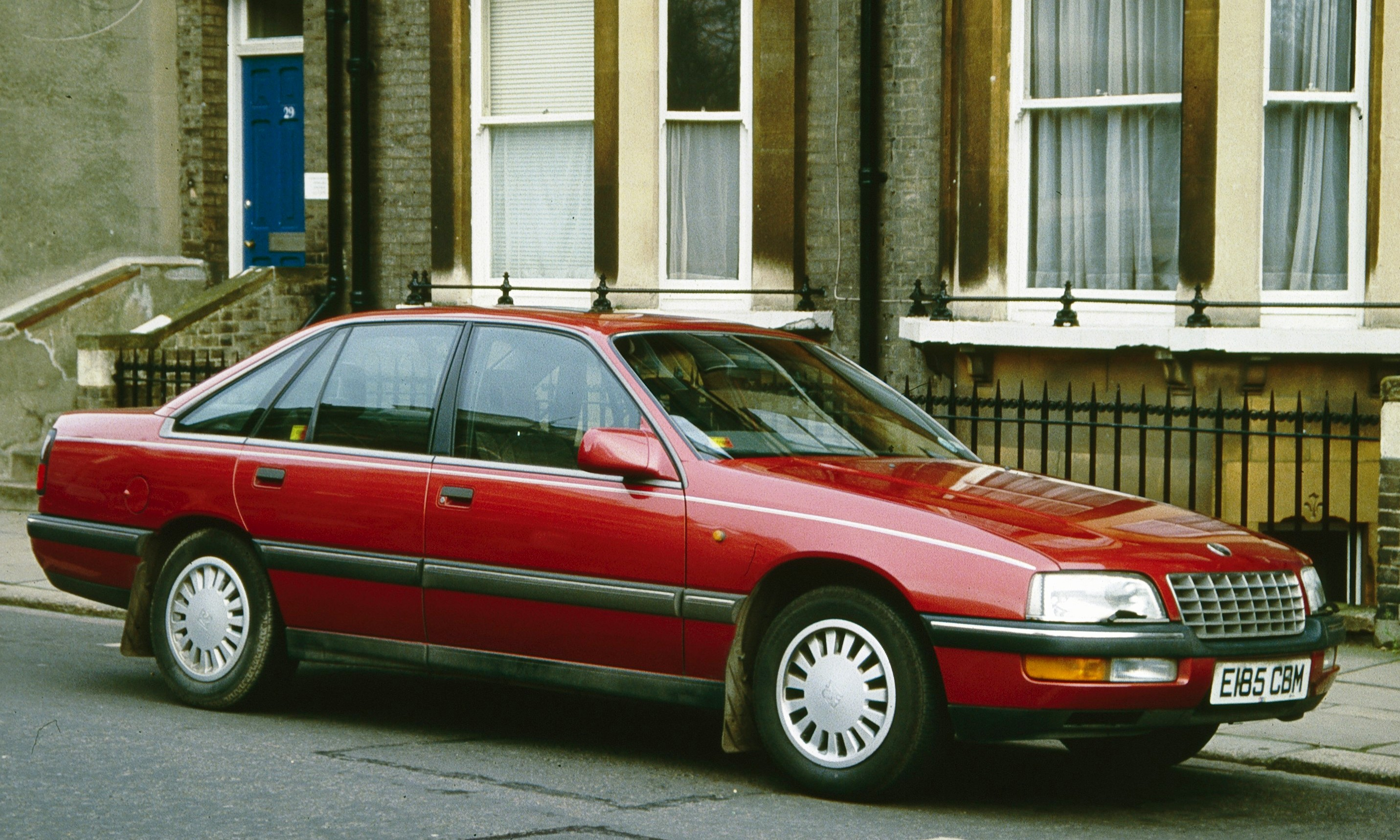
Vauxhall Senator B

| Az Opel Senator B technikai paraméterei (1987–1993) |                                                                      |                                                                      |                                                                      |                                                                |                                                                |
| Opel Senator                                        | 2,5 i 25NE                                                           | 2,6 i C26NE                                                          | 3,0 i C30NE                                                          | 3,0 i C30SE                                                    | Irmscher 4,0 i C40SE                                           |
| Motor:                                              | Soros hathengeres – 12V                                              | Soros hathengeres – 12V                                              | Soros hathengeres – 12V                                              | Soros hathengeres – 24V                                        | Soros hathengeres – 24V                                        |
| Hengerűrtartalom:                                   | 2490 cm³                                                             | 2594 cm³                                                             | 2969 cm³                                                             | 2969 cm³                                                       | 3983 cm³                                                       |
| Furat x Löket:                                      | 87 x 69,8 mm                                                         | 88,8 x 69,8 mm                                                       | 95 x 69,8 mm                                                         | 95 x 69,8 mm                                                   | 98 x 88 mm                                                     |
| Max. teljesítmény @ fordulat:                       | 138 LE (103 kW) @ 5200                                               | 148 LE (110 kW) @ 5600                                               | 154 LE (115 kW) @ 5400 175 LE (130 kW) @ 5800                        | 201 LE (150 kW) @ 6000                                         | 268 LE (200 kW) @ 5800                                         |
| Max. nyomaték @ fordulat:                           | 201 Nm @ 4000                                                        | 216 Nm @ 3600                                                        | 200 Nm @ 3900 235 Nm @ 4400                                          | 265 Nm @ 3600                                                  | 387 Nm @ 3300                                                  |
| Befecskendezés:                                     | Többpontos (Bosch LE-Jetronic)                                       | Többpontos (Bosch LE-Jetronic)                                       | Többpontos (Bosch Motronic)                                          | Többpontos (Bosch Motronic)                                    | Többpontos (Bosch Motronic)                                    |
| Hűtés:                                              | víz                                                                  | víz                                                                  | víz                                                                  | víz                                                            | víz                                                            |
| Sebességváltó:                                      | Négysebességes automata, Ötsebességes manuális                       | Négysebességes automata, Ötsebességes manuális                       | Négysebességes automata, Ötsebességes manuális                       | Négysebességes automata, Ötsebességes manuális                 | Ötsebességes manuális                                          |
| Fékek:                                              | Elöl: hűtött tárcsafékek Ø 280 mm, hátul: hűtött tárcafékek Ø 270 mm | Elöl: hűtött tárcsafékek Ø 280 mm, hátul: hűtött tárcafékek Ø 270 mm | Elöl: hűtött tárcsafékek Ø 280 mm, hátul: hűtött tárcafékek Ø 270 mm | Elöl: hűtött tárcsafékek Ø 296 mm, hátul: tárcsafékek Ø 270 mm | Elöl: hűtött tárcsafékek Ø 296 mm, hátul: tárcsafékek Ø 270 mm |
| Karosszéria:                                        | Lemezacél, önhordó                                                   | Lemezacél, önhordó                                                   | Lemezacél, önhordó                                                   | Lemezacél, önhordó                                             | Lemezacél, önhordó                                             |
| Nyomtáv elöl/hátul:                                 | 1462/1484 mm                                                         | 1462/1484 mm                                                         | 1462/1484 mm                                                         | 1462/1484 mm                                                   | 1462/1484 mm                                                   |
| Tengelytáv:                                         | 2730 mm                                                              | 2730 mm                                                              | 2730 mm                                                              | 2730 mm                                                        | 2730 mm                                                        |
| Hosszúság:                                          | 4845 mm                                                              | 4845 mm                                                              | 4845 mm                                                              | 4845 mm                                                        | 4845 mm                                                        |
| Önsúly:                                             | 1440–1640 kg                                                         | 1440–1640 kg                                                         | 1440–1640 kg                                                         | 1440–1640 kg                                                   | 1440–1640 kg                                                   |
| Végsebesség:                                        | 210 km/h                                                             | 215 km/h                                                             | 225 km/h                                                             | 240 km/h                                                       | 255 km/h                                                       |
| 0–100 km/h:                                         | 10,5 s                                                               | 9,8 s                                                                | 9 s                                                                  | 7,8 s                                                          | 6,5 s                                                          |
| Átlagfogyasztás:                                    | 13,0 l                                                               | 12,5 l                                                               | 13,0–13,5 l                                                          | 12,5 l                                                         | 14,5 l                                                         |

## Fordítás
Ez a szócikk részben vagy egészben  az   Opel Senator című angol Wikipédia-szócikk fordításán alapul.  Az eredeti cikk szerkesztőit annak laptörténete sorolja fel. Ez a jelzés csupán a megfogalmazás eredetét és a szerzői jogokat jelzi, nem szolgál a cikkben szereplő információk forrásmegjelöléseként.